# ЗІЛ-112С
ЗІЛ-112С (ЗІС-112С) — радянський спортивний автомобіль заводу імені Лихачова, що розвивав швидкість 230 км/год. Роботу над проєктом ЗІЛ-112С розпочали в 1957 р., а будівництво першого екземпляра закінчили 1961 р. Восени того ж року він уперше взяв участь у перегонах. Від 1963 до 1965 року — п'ять всесоюзних рекордів на гоночних трасах СРСР.
Передня підвіска — незалежна, пружинна, на двох поперечних важелях, задня — оригінальна незалежна, пружинна. Двигун V8 робочим об'ємом 6 л з двома чотирикамерними карбюраторами розвивав 240 к.с., а версія з робочим об'ємом 6,95 л розвивала спочатку 270 к.с., а потім 300. Коробка передач була від ЗІС-110, з полегшеним алюмінієвим картером. Гальма — дискові, задні гальма розташовані біля головної передачі для зменшення безпружинних мас. Максимальна теоретична швидкість 260—270 км/год. Реально досягнута швидкість 230 км/год. Розгін від 0 до 100 км/год займав 9 секунд. Повна вага 1330 кг.
Цей автомобіль примітний тим, що на ньому вперше в радянському автомобільному спорті знайшли застосування самоблокувальний диференціал, баранчикові центральні гайки коліс, задня підвіска типу «Де Діон» і дискові (з 1964 р.) гальма. Також із конструктивних особливостей заслуговують на увагу склопластиковий кузов і знімне рульове колесо.
На ЗІЛ-112С 1965 року Геннадій Жарков став чемпіоном СРСР.
Єдиний збережений ЗІЛ-112С стоїть у Ризькому мотормузеї.